# Björkås
Björkås är en by sydost om Halmstad i Snöstorps socken. SCB klassade orten vid avgränsningarna 2005 och 2023 som en småort i Halmstads kommun, Hallands län. 